# Cardioide

Un cardioide generat per una circumferència que roda.

Una cardioide és una epicicloide amb només un vèrtex, és a dir, és una corba descrita per un punt d'un cercle que gira sense lliscar sobre un altre cercle fix del mateix radi.
El nom li va ser posat per Castillon el 1741, però havia estat estudiada anys abans per Ole Rømer.
Les seves equacions paramètriques són:
{\displaystyle \left\{{\begin{matrix}x(\theta )=a\cos \theta (1+\cos \theta )\\y(\theta )=a\sin \theta (1+\cos \theta )\end{matrix}}\right.}
essent a el radi d'ambdós cercles. En coordenades polars es pot escriure com
{\displaystyle \rho (\theta )=a(1+cos\ \theta )\,}
o, encara, en coordenades cartesianes,
{\displaystyle (x^{2}+y^{2}-ax)^{2}=a^{2}(x^{2}+y^{2})\,}

## Gràfiques
Quatre cardioides orientades en les quatre direccions dels eixos cartesians, amb llurs respectives equacions en coordenades polars.